# Referendum in Polonia del 2003
Il referendum in Polonia del 2003 si tenne il 7 e l'8 giugno ed ebbe ad oggetto l'adesione del Paese all'Unione europea.
Noto anche come referendum polacco o referendum di ingresso (in polacco: referendum europejskie o referendum akcesyjne), la consultazione sottopose al vaglio popolare la ratifica del Trattato di Atene.
Il quesito era formulato come di seguito indicato:
(Czy wyraża Pan/Pani zgodę na przystąpienie Rzeczypospolitej Polskiej do Unii Europejskiej?)

## Risultati
| Scelta               | Voti       | %     |
| -------------------- | ---------- | ----- |
| Sì                   | 13.514.872 | 77,45 |
| No                   | 3.935.655  | 22,55 |
| Totale               | 17.450.527 |       |
| Schede bianche/nulle | 126.187    |       |
| Votanti/affluenza    | 17.576.714 | 58,85 |
| Elettori             | 29.864.969 |       |